# Luci Juni Gal·lió
Luci Juni Gal·lió (en llatí Lucius Junius Gallio) era fill de Marc Anneu Sèneca i va ser adoptat per Juni Gal·lió. Era el germà gran del filòsof Sèneca. El seu nom original era Marc Anneu Norat (Marcus Anneus Norattus) fins que quan va ser adoptat el va canviar pel de Luci Juni Gal·lió, Luci Juni Anneu Gal·lió o també Luci Juni Anneà Gal·lió). La mort del seu germà el va espantar i va implorar la gràcia de Neró. Es va suïcidar l'any 65. El seu germà el menciona en dues obres, Quaestiones Naturales i De Vita Beata.
Segons el llibre dels Fets dels Apòstols, va desestimar la denúncia presentada pels jueus en contra de l'Apòstol Pau. (Fets 18:12-17) El seu comportament en aquesta ocasió ("però a Gal·lió no li van importar cap d'estes coses", v. 17) va mostrar el seu menyspreu per les sensibilitats jueves, i també la imparcial actitud dels funcionaris romans cap a la Cristiandat en els seus primers anys. La tinença de Gal·lió pot ser datada amb bastant precisió entre el 51-52 o el 52-53, per tant els esdeveniments dels Fets dels 18 es poden datar al voltant d'aquest període. Açò és significant perquè és la data més precisa coneguda sobre la vida de Pau.
La mort de l'emperador Claudi i l'arribada al tron de Neró va causar un gran canvi en el curs de la seva vida. Ell juntament amb el seu germà, tutor del jove emperador nomenat, van acabar embolicats en la Conspiració de Pisó. Segons Tàcit, Neró va convocar-hi el Senat i va emetre un edicte per recollir totes les denúncies, i en el Senat:
| «                                                                               | (català) Juni Gal·lió, que estava consternat per la mort del seu germà Sèneca i tement per la seva seguretat va implorar-hi, i també va increpar a Saliena Climent (Salienus Clemens), insultant-lo com un enemic de la pàtria i un parricida... | (llatí) Iunium Gallionem, Senecae fratris morte pavidum et pro sua incolumitate supplicem, increpuit Salienus Clemens, hostem et parricidam vocans... | » |
| — Publi Corneli Tàcit, Annals, XV, 73, Rizzoli, Milà, trad. a l'italià: B. Ceva | | |   |

La forma i l'any de la mort de Gal·lió, se situa generalment, com un probable suïcidi, entre el 65 i el 66. El 6 de juny del 68 EC Neró resta desaparegut de l'escena política a Roma (es va suïcidar, probablement a causa de la mort de Gal·lió).